# On My Way
On My Way je píseň norského DJ Alana Walkera s americkou zpěvačkou Sabrinou Carpenter a zpěvákem Farruko, vydaná jako singl 21. března 2019 prostřednictvím MER a Sony Music.

## Vydání
Píseň napsali Julia Karlsson, Gunnar Greve, Franklin Jovani Martinez, Marcos G. Pérez, Fredrik Borch Olsen, Jesper Borgen, Øyvind Sauvik, Anders Frøen a Anton Rundberg spolu s Walkerem, Carpenterovou a Farrukem. Produkci provedli Walker a Big Fred.
9. března 2019 začal Walker prezentovat píseň přes jeho sociální média. 14. března 2019 formálně oznámil píseň spolu s datem vydání. Po oznámení písně, se začaly objevovat informace o tom, že by Sabrina Carpenter a Farruko měli vystupovat na písni. Walker potvrdil jejich účast 19. března 2019. 20. března 2019 Walker oznámil, že se spojil s PUBG Mobile a že píseň bude motivem nové sezóny.

## Kompozice
"On My Way" je píseň ze žánru EDM a Dancehall, která je dlouhá 3 minuty a 13 sekund. Obsahuje Walkerův typický basový zvuk. Lyricky je píseň o dostávání se ze špatného vztahu.

## Hudební video
Hudební video doprovázelo vydání písně, představuje ženskou protagonistku (Susanne Karin Moe), jak hledá „tajemné kameny”, aby zachránila Zemi. Režíroval ho Kristian Berg.